# Куренков, Иван Иванович
Иван Иванович Куренков (1918—1970) — Герой Советского Союза, в годы Великой Отечественной войны — командир взвода 605-го стрелкового полка (132-я стрелковая дивизия, 60-я армия, Центральный фронт), младший лейтенант, Герой Советского Союза.

## Биография
Родился 25 января 1918 года в селе Крутой Майдан (ныне — Вадский район Нижегородской области) в семье крестьянина. Русский.
В 1934 году окончил семилетку и уехал в город Ленинск-Кузнецкий Кемеровской области, где работал забойщиком на шахте имени Кирова.
В апреле 1937 года был призван в Красную Армию. Службу проходил на Дальнем Востоке. С первых дней Великой Отечественной войны — на фронте, сначала на Западном, потом на Воронежском. Первое боевое крещение Куренков получил в боях под Москвой, и здесь же получил первое ранение. После излечения — снова на фронт, под Ленинград, где получил второе ранение. В 1943 году принимал участие в боях на Курской дуге. Во главе взвода Куренков форсировал реку Сейм и вступил в рукопашную схватку с фашистами. Враг отступил, оставив на поле боя до 30 своих солдат.
В деревне Коропье немецкая пушка мешала продвижению войск. Куренков забрался на крышу здания, где находилась пушка, и спрыгнул вниз. В недолгой рукопашной схватке Куренков уничтожил расчёт пушки и захватил орудие. Полк Куренкова уничтожил более 70 немцев, а сам он лично убил не менее 10 врагов.
Особо отличился при форсировании Днепра. 25 сентября 1943 года младший лейтенант Куренков со своим взводом форсировал Днепр в 4 км юго-западнее села Староглыбов (Козелецкий район Черниговской области Украины). Бойцы захватили плацдарм и удерживали его до тех пор, пока через Днепр не переправился стрелковый полк с приданной ему техникой. Куренков сражался на плацдарме бесстрашно, своим мужеством вдохновлял бойцов. Был ранен, но остался в строю.
В конце 1943 года Куренков тяжело заболел и до конца апреля 1944 года находился на лечении в Вадской районной больнице. На фронт больше не вернулся.
С 1945 по 1949 годы был председателем колхоза «Память Ленина» Вадского района. В 1948 году вступил в ВКП(б)/КПСС. Затем некоторое время работал в городе Горьком (ныне — Нижний Новгород).
В 1951 году переехал в Ленинск-Кузнецкий, где в 1953 году окончил школу горных мастеров. Два года работал горным мастером на шахте, а затем на хозяйственных должностях в Пермской, Харьковской, Луганской, Курганской областях.
Последние годы жил в селе Новоникольское Бишкульского района Северо-Казахстанской области. Работал в совхозе.
Умер 29 августа 1970 года. Похоронен на православном кладбище села Новоникольское.

## Награды
- Указом Президиума Верховного Совета СССР от 17 октября 1943 года за успешное форсирование Днепра, прочное закрепление плацдарма на его западном берегу и проявленные при этом отвагу и геройство младшему лейтенанту Куренкову Ивану Ивановичу было присвоено звание Героя Советского Союза с вручением ордена Ленина и медали «Золотая Звезда» (№ 3942).
- Награждён орденами Красного Знамени, Красной Звезды, а также медалями.

## Память
- В музее боевой славы МОУ СОШ № 38 Ленинска-Кузнецкого имеется раздел, посвященный И. И. Куренкову[1].
- Именем Героя названа улица в городе Ленинске-Кузнецком.
- В посёлке Вад (Вадский район Нижегородской области) установлены бюсты Героев Советского Союза, среди которых — И. И. Куренков[2].